# Хронологія світових рекордів з годинного бігу серед жінок
Світові рекорди з годинного бігу визнаються Світовою легкою атлетикою з-поміж результатів, показаних жінками на відповідній дистанції на біговій доріжці стадіону, за умови дотримання встановлених вимог.
Ратифікація світових рекордів з годиного бігу серед жінок здійснюється з 1981.

## Хронологія рекордів
| Результат                             | Атлетка                 | Місто змагань   | Дата змагань | Примітки          | Відео |
| ------------------------------------- | ----------------------- | --------------- | ------------ | ----------------- | ----- |
| 18 084 м                              | Сільвана Кручата Італія | Рим             | 02.05.1981   |                   |       |
| 18 340 м                              | Тегла Лорупе Кенія      | Борггольцгаузен | 07.08.1998   |                   |       |
| 18 517 м                              | Діре Туне Ефіопія       | Острава         | 12.06.2008   | [ 1 ]             |       |
| 18 930 м                              | Сіфан Гассан Нідерланди | Брюссель        | 04.09.2020   | [ 2 ] [ 3 ] [ 4 ] |       |
| 4 роки, 202 дні від дати встановлення |                         |                 |              |                   |       |